# 大忠臣蔵 (1989年のテレビドラマ)
『大忠臣蔵』（だいちゅうしんぐら）は、1989年（昭和64年）1月2日にテレビ東京で放送された12時間超ワイドドラマ（のちの新春ワイド時代劇）。全6部。
『12時間超ワイドドラマ』シリーズで初めて「忠臣蔵」を取り上げた作品。

## 概要
『12時間超ワイドドラマ』第9作。原作は森村誠一の小説「忠臣蔵」。テレビ東京開局25周年記念特別番組。「12時間超ワイドドラマ」の作品群として、昭和時代に放送された最後の作品となった。
本作は所謂「忠臣蔵」と呼ばれる類の一連の『赤穂事件』作品の中では定番の見せ場として著名な、堀部安兵衛の活躍や、安兵衛と清水一学の一騎打ちなどが描かれておらず、むしろ、赤穂浪士側では不破数右衛門が、吉良側では小林平八郎や山吉新八郎などが活躍するシーンの方が多く取り上げられている点が特徴となっている。また、吉良上野介が潔く切腹して果てるシーンを採用している点でも他の作品とは異なっている。なお、山吉新八郎は劇中では弓で討たれた後、不破数右衛門にとどめを差されて死亡しているが、史実では流罪となった吉良義周の御供、勘定頭、槍組頭などを歴任し、事件から50年後に死亡している。
『12時間超ワイドドラマ』シリーズで初めて、松竹が制作した作品。
- 第一部 「刃傷・松の廊下」
- 第二部 「風雲赤穂城」
- 第三部 「浪士の危機」
- 第四部 「吉良の逆襲」
- 第五部 「いのち雪に散る」
- 第六部 「討ち入り」

## スタッフ
- 原作：森村誠一
- 脚本：保利吉紀（1・6）、吉田剛（2・5・6）、田上雄（3・4）
- 音楽：若草恵、田中公平
- ナレーター：城達也、来宮良子
- 監督：工藤栄一（1・2）、原田雄一（3・4）、貞永方久（5）、松野宏軌（6）
- 主題歌：五木ひろし「絆」 （作詞：阿久悠、作曲：五木ひろし、編曲：若草恵）
- 企画協力：角川春樹事務所
- 制作協力：京都映画株式会社（現：株式会社松竹京都撮影所）、株式会社歌舞伎座
- 製作：テレビ東京、松竹株式会社

## キャスト
- 大石内蔵助：九代目松本幸四郎

- 大石理玖：岩下志麻
- 浅野内匠頭：近藤正臣
- 浅野阿久里→瑤泉院：松坂慶子
- 大石松之丞→大石主税：七代目市川染五郎

- 大石吉千代：竹本貴志
- 大石るり：三宅香菜
- 大石くう：村上あゆみ
- 堀部安兵衛：岡本富士太
- 堀部弥兵衛：有馬昌彦
- 不破数右衛門：渡辺裕之
- 神崎与五郎：柴田侊彦
- 奥田孫太夫：牧冬吉
- 富森助右衛門：山内としお
- 矢頭右衛門七：長尾豪二郎
- 大高源五：佐古雅誉
- 片岡源五右衛門：岡田圭
- 原惣右衛門：林成年
- 小野寺十内：石浜祐次郎
- 小野寺幸右衛門：村上良一
- 吉田忠左衛門：溝田繁
- 大石瀬左衛門：高峰圭二
- 礒貝十郎左衛門：小林芳宏
- 杉野十兵次：武田滋裕
- 早水藤左衛門：藤田宗久
- 武林唯七：甲斐道夫
- 間新六：阪上富男
- 間瀬孫九郎：佐藤良平
- 村松三太夫：笠原隆宏
- 三村次郎左衛門：松本竜介
- 前原伊助：松井範雄
- 勝田新左衛門：野々村仁
- 矢田五郎左衛門：宮本浩光
- 寺坂吉右衛門：吉岡祐一

- 萱野三平：五代目坂東八十助
- 高田郡兵衛：森田健作
- 毛利小平太：石原良純

- 藤井又左衛門：野村昇史
- 安井彦右衛門：平野稔
- 奥野将監：森下鉄朗
- 田中貞四郎：加納竜
- お弓：入江若葉
- お丹：工藤明子
- 富森るん：小野さやか
- お軽：坂口良子
- お蓮：神崎愛
- 浮橋：稲葉弘子
- 戸田局：弓恵子
- 八重：紅萬子
- まゆ：大西結花
- 久兵衛：原哲男
- 丑五郎：粟津號
- 畳屋源蔵：深江章喜
- 各務伝三郎：春田純一
- 門屋伝右衛門：中田浩二

- 畳屋政吉：五木ひろし

- 吉良上野介：芦田伸介 （特別出演）
- 大野九郎兵衛：藤田まこと（特別出演）

- 山吉新八郎：村上弘明
- 上杉綱憲：三代目中村橋之助
- 小林平八郎：宅麻伸
- 色部又四郎：高橋悦史

- 吉良義周：御木裕
- 清水一学：河原崎建三
- 左右田孫兵衛：内田勝正
- 須藤与左衛門：崎津隆介
- 左右田源八郎：関根大学
- 田村右京大夫：寺下貞信
- 伊達右京亮：朝日完記
- 仙石伯耆守：須永克彦
- 荒木十左衛門：西山辰夫
- 梶川与惣兵衛：岩尾正隆
- 内田三郎右衛門：芝本正
- てつ：森口瑤子
- 榊原釆女：二代目市川新車
- 萱野七郎左衛門：北村英三
- 水野小左衛門：二美仁
- 山田宗徧：北原將光
- おきよ：立花理佐
- 秋元但馬守：真木一
- 荻生徂徠：楠年明
- 新井白石：石濱朗

- 柳沢吉保：仲谷昇
- 土屋主税：中村智太郎
- 徳川綱吉：十代目岩井半四郎
- 多門伝八郎：五代目中村勘九郎

- 垣見五郎兵衛：片岡孝夫
- 松平綱豊：二代目中村吉右衛門[5]

## ビデオソフト・再放送
初放映後、1989年、VHSビデオ版が発売された（全6巻・単巻レンタルも有）。12時間超ワイドドラマシリーズ初めてのソフト化だった。
VHS版の生産終了以降は、DVD等光メディアソフトへの移行・再発売がされなかったこと、また、レンタルメディアがDVDに移行し、レンタルビデオサービスを維持した店舗が急速に減少したことから、手軽な視聴は極めて困難となっていた（動画配信もなされていない）が、BS松竹東急で2023年12月に再放送され、貴重な視聴機会となった。